# 広島県道48号府中松永線
広島県道48号府中松永線（ひろしまけんどう48ごうふちゅうまつながせん）は、広島県府中市高木町と福山市今津町3丁目を結ぶ県道（主要地方道）である。

## 概要

### 路線データ
- 本線：（Google マップ）
- 起点：府中市高木町（国府小学校入口交差点、国道486号・広島県道398号新山府中線交点）
- 終点：福山市今津町3丁目（今津町3丁目交差点、国道2号〔広島県道54号福山尾道線 重複〕・広島県道47号鞆松永線交点）
- 総延長：20.5 km
- 実延長：総延長に同じ

## 歴史
- 1960年10月10日 - 広島県告示第682号により広島県道24号府中松永線として認定される。当時は一般県道だった。
- 1966年5月1日 - 福山市・松永市両市が対等合併して改めて福山市が設置されたことに伴い、終点の地名表記が変更される（松永市今津町→福山市今津町）。
- 1972年11月1日 - 広島県の県道番号が都道府県道標識導入を契機として改正され、広島県道158号府中松永線になる。[要出典]
- 1974年4月1日 - 沿線にあった芦品郡芦田町が福山市に編入される。
- 1976年4月1日 - 建設省（当時）告示第694号により主要地方道に認定され、現行の県道番号に変更される[要出典]。
- 1993年（平成5年）5月11日 - 建設省から、県道府中松永線が府中松永線として主要地方道に再指定される[1]。

## 路線状況
福山市西部と府中市を結ぶ最短かつ重要なルート。かつてはほとんどが1 - 1.5車線の険道だったが、府中市栗柄町・扇橋南詰交差点以北を除いて上下2車線の快適な道に生まれ変わった。未改良部分についても現道拡幅と新扇橋（現在の扇橋のすぐ下流に建設される予定）建設で改良されることになっている。

### 重用区間
- 広島県道158号尾道新市線（尾道市原田町小原 - 福山市本郷町間）

### 主な橋梁
- 扇橋（府中市高木町 - 府中市栗柄町間、芦田川）
- 柞磨高架橋（福山市芦田町柞磨、広島県道396号柞磨駅家線・芦品広域農道）

## 地理

### 通過する自治体
- 府中市
- 福山市
- 尾道市
- 福山市

### 交差する道路
- 国道486号・広島県道398号新山府中線（府中市高木町・国府小学校入口交差点、起点）
- 広島県道396号柞磨駅家線（福山市芦田町柞磨）
- 広島県道158号尾道新市線（尾道市原田町小原）
- 広島県道158号尾道新市線（福山市本郷町）
- 国道2号松永道路今津ランプ（福山市今津町）
- 国道2号（広島県道54号福山尾道線 重複）・広島県道47号鞆松永線（福山市今津町3丁目・今津町3丁目交差点、終点）

### 沿線にある施設など
- 広島県立府中東高等学校
- NHK・中国放送府中ラジオ中継局
- 芦田川